# Fenggou Jingyingsuo (bondby i Kina, Heilongjiang Sheng, lat 47,40, long 129,65)
Fenggou Jingyingsuo (kinesiska: 丰沟经营所) är en bondby i Kina. Den ligger i provinsen Heilongjiang, i den nordöstra delen av landet, omkring 290 kilometer nordost om provinshuvudstaden Harbin. Antalet invånare är 673. Befolkningen består av 325 kvinnor och 348 män. Barn under 15 år utgör 6,0 %, vuxna 15-64 år 78 %, och äldre över 65 år 14,0 %.
Runt Fenggou Jingyingsuo är det ganska glesbefolkat, med 40 invånare per kvadratkilometer. Närmaste större samhälle är Xiaokunlun Linchang, 13,7 km nordväst om Fenggou Jingyingsuo. I omgivningarna runt Fenggou Jingyingsuo växer i huvudsak blandskog.
Genomsnittlig årsnederbörd är 1 032 millimeter. Den regnigaste månaden är juli, med i genomsnitt 231 mm nederbörd, och den torraste är januari, med 8 mm nederbörd.